# Saison 1998-1999 du FC Mulhouse
Maillots
La saison 1998-1999 du Football Club de Mulhouse, ou FC Mulhouse, voit le club participer au Championnat de France de football National 1998-1999 avec un statut professionnel probatoire. Bien qu'il décroche son maintien sur le terrain avec une 15e place, le club dépose le bilan à la fin de la saison et repart en CFA.

## Résumé de la saison
La saison 1998-1999 est notamment marquée par un dépôt de bilan entériné le 26 mai 1999 et l'abandon du statut professionnel. 
L'entraineur est en début de saison l'ancien Fécémiste Lamine N'Diaye, secondé par Eugène Battmann en CFA 2, tandis que Jacques Berthommier occupe désormais un poste administratif après les licenciements économiques de Daniel Bourgeois, Liliane Bonfatti, Paulette Kuck, Lucien Gunkel et Jean-Luc Fournier. 
En début de saison, dans la mesure où il existait une zone de flou concernant la poursuite de l'activité du club et la conservation du statut pro qu'il avait obtenu en 1980, l'entrainement et l'effectif ont été perturbés. Ces problèmes extra-sportifs eurent également des conséquences sur le recrutement qui se fit tardivement.
Le début de ce championnat de France de football National 1998-1999 est dans l'ensemble mitigé, et éloigné de l'objectif du club: la remontée immédiate en Division 2. Cette déception sportive eu pour conséquence le départ de Lamine N'Diaye, remplacé en décembre par Eugène Battmann, Lamine N'Diaye retrouvant le Centre de Formation. En même temps, Marc Léon, président depuis la démission de Jean François Boetsch, laisse son poste vacant en raison de problèmes de santé, et notamment à la suite d'un accident cardiaque. C'est Francis Daverio qui assure l'intérim.
En janvier 1999, un groupe de personnes issues de l'association des commerçants de Marché de Mulhouse décident de lancer une souscription auprès de près de 10 000 entreprises et commençants afin d'aider le club à faire face à ses difficultés financières inquiétantes. C'est la création de l'association informelle « Mulhouse 2000 ». Néanmoins, les résultats de plus en plus décevants de l'équipe mulhousienne et notamment une série de 4 défaites à domicile pendant cette campagne firent échouer la tentative.
Sportivement, l'équipe première termine à la 15e place sur 19. L'équipe de CFA 2, très dépendante des difficultés de l'équipe 1, a réussi une bonne 9e place et révélée plusieurs jeunes espoirs ou moins de 17 ans.
En mai, les évènements extra-sportifs s'enchainent et sont de plus en plus alarmants: le 20 mai, après audition de Francis Daverio, la DNCG le renouvellement du statut pro du FC Mulhouse pour la saison 1999-2000. Tout s'accélère le lendemain, 21 mai 1999, lorsque le Conseil d'Administration, ne parvenant pas à trouver des garanties financières pour la saison suivante, décide de déposer le bilan. Ce dépôt de bilan est confirmé le 26 mai 1999 par Francis Daverio et Maître Roger Meyer au tribunal de Commerce de Mulhouse.
Ainsi, certains parlent de mort du professionnalisme à Mulhouse, mort totale en Alsace lorsque le géant haut-rhinois est suivi par son frère bas-rhinois, le RC Strasbourg, qui abandonne le professionnalisme également, douze ans plus tard.

### Parcours en coupes
Par ailleurs, l'équipe 1 a été éliminée de la Coupe de la Ligue au 1er tour, à Amiens, et de la Coupe de France, au 7e tour, par le Paris FC.

#### Coupe de la Ligue française de football
Au tour préliminaire, le FC Mulhouse affronte l'Amiens Sporting Club Football, alors en bas de tableau de Division 2. Durant quatre-vingt-dix minutes, il ne se passe presque rien au Stade de la Licorne, si ce n'est un carton jaune pour Hervé Fischer à la 13e minute, un autre pour Didier Combe à la 78e, et un autre à la 86e pour Mehdi Himeur. À la 90e, un carton jaune obtenu à la 36e minute par Jérôme Erceau est transformé en carton rouge, puis, comme personne ne prenait le dessus, ce sont les prolongations. La 97e minute est marquée par l'exulsion de Fischer, mais cela n'empêche pas le FCM de marquer une minute après et de prendre les devants. Néanmoins, un doublé de David François réalisé à la 101e et à la 106e minute fait que le club amiénois prend les devants, et Mulhouse est sorti de la compétition.

## Classement final
| Place | Club                     | Points | Joués | Victoires | Nuls | Défaites | Buts pour | Buts contre | Différence |
| ----- | ------------------------ | ------ | ----- | --------- | ---- | -------- | --------- | ----------- | ---------- |
| 1     | CS Louhans-Cuiseaux      | 68     | 36    | 19        | 11   | 6        | 51        | 26          | +25        |
| 2     | US Créteil-Lusitanos     | 66     | 36    | 18        | 12   | 6        | 52        | 25          | +27        |
| 3     | Gazélec Ajaccio          | 65     | 36    | 18        | 11   | 7        | 50        | 34          | +16        |
| 4     | RC France                | 63     | 36    | 17        | 12   | 7        | 43        | 28          | +15        |
| 5     | Valenciennes FC          | 62     | 36    | 17        | 11   | 8        | 54        | 27          | +27        |
| 6     | Olympique Noisy-le-Sec   | 59     | 36    | 16        | 10   | 10       | 35        | 26          | +9         |
| 7     | Pau FC                   | 50     | 36    | 15        | 5    | 16       | 41        | 37          | +4         |
| 8     | US Raon                  | 49     | 36    | 12        | 13   | 11       | 42        | 40          | +2         |
| 9     | Paris FC                 | 49     | 36    | 13        | 10   | 13       | 46        | 51          | -5         |
| 10    | ES Fréjus                | 44     | 36    | 11        | 11   | 14       | 36        | 41          | -5         |
| 11    | FC Martigues             | 42     | 36    | 10        | 12   | 14       | 34        | 37          | -3         |
| 12    | SCO Angers               | 42     | 36    | 11        | 9    | 16       | 45        | 55          | -10        |
| 13    | FC Istres                | 42     | 36    | 11        | 9    | 16       | 39        | 43          | -4         |
| 14    | Thouars Foot 79          | 40     | 36    | 10        | 10   | 16       | 39        | 43          | -4         |
| 15    | FC Mulhouse              | 40     | 36    | 11        | 7    | 18       | 40        | 56          | -16        |
| 16    | Pacy VEF                 | 39     | 36    | 8         | 15   | 13       | 32        | 51          | -19        |
| 17    | US Lusitanos Saint-Maur  | 39     | 36    | 9         | 12   | 15       | 40        | 45          | -5         |
| 18    | AS Angoulême-Charente 92 | 34     | 36    | 6         | 16   | 14       | 34        | 52          | -18        |
| 19    | AS Saint-Priest          | 30     | 36    | 6         | 12   | 18       | 29        | 65          | -36        |
| 20    | Sporting Toulon Var (E)  | 0      | 0     | 0         | 0    | 0        | 0         | 0           | 0          |

Victoire à 3 points.

(E) : éliminé en début de saison